# Rosa Kafaji
Rosa Kafaji, née le 15 juillet 2003 à Solna, est une footballeuse internationale suédoise. Elle évolue actuellement au poste d'attaquante à Brighton & Hove Albion FC en prêt d'Arsenal.

## Biographie
Rosa Kafaji est d'origine irakienne. Ses parents ont fui le pays dans les années 1980 pour rejoindre la Suède. Elle grandit dans le quartier d'Akalla à Stockholm.

### En club
Rosa Kafaji joue d'abord au Kallhalls FF, puis au Bele Barkarby IF. Elle rejoint alors l'AIK, le club majeur de sa ville natale, dans les équipes de jeunes puis en équipe première dès ses quinze ans. Elle participe à la promotion de l'AIK en première division. Après une saison dans l'élite, elle est recrutée par le BK Häcken, un poids lourd du championnat suédois.
Au début de l'année 2022, elle se casse la jambe, ce qui lui fait manquer une bonne partie de la saison. Elle éclot réellement en 2023. Elle termine meilleure buteuse de Häcken, qui manque le titre d'un but au goal average. En Ligue des champions, elle marque notamment face au Real Madrid et au Paris FC, permettant à son club de déjouer les pronostics et se qualifier pour les quarts de finale,.
En août 2024, elle est recrutée par Arsenal. Elle ne parvient à obtenir qu'un temps de jeu réduit dans un effectif rempli de stars. Elle se blesse au pied en fin de saison et manque la finale de Ligue des champions remportée par les Gunners.

### En sélection
Rosa Kafaji porte les couleurs de la Suède avec les moins de 17 ans, les moins de 19 ans et les moins de 23 ans.
Le 31 octobre 2023, elle dispute son premier match avec l'équipe senior. Blessée, elle manque l'Euro 2025.